# Судістеська сільська рада
Су́дістеська сільська рада (ест. Sudiste külanõukogu, рос. Судистеский сельский совет) — сільська рада в Естонській РСР, адміністративно-територіальна одиниця в складі повіту Вільяндімаа (1945—1950) та Аб'яського району (1950—1954).

## Історія
13 вересня 1945 року на території волості Карксі у Вільяндіському повіті утворена Судістеська сільська рада з центром у селі Судісте.
26 вересня 1950 року, після скасування в Естонській РСР повітового та волосного поділу, сільська рада ввійшла до складу новоутвореного Аб'яського сільського району.
17 червня 1954 року в процесі укрупнення сільських рад Естонської РСР Судістеська сільська рада ліквідована. Її територія склала північно-східну частину Полліської сільської ради.